# Фрідріх Август Укерт
Фрідріх Август Укерт (нім. Friedrich August Ukert, 1780—1851) — німецький історик, філолог, географ, бібліотекар і педагог.

## Життєпис
Фрідріх Август Укерт народився 28 жовтня 1780 року в місті Ойтін. Навчався у Галле-Віттенбергському (під керівництвом Фрідріха Августа Вольфа) та Єнському університетах; в Єні серед його педагогів були Іоганн Генріх Фосс, Йоганн Якоб Грісбах і Хрістіан Готфрід Шюц.
Після закінчення навчання він працював репетитором: спочатку в Данцигу, потім у Веймарі, де він забезпечував освіту для двох синів покійного Фрідріха Шиллера. 1808 року Фрідріх Август Укерт переїхав у Готу, де служив інспектором в Gymnasium Illustre. Незабаром після цього він став бібліотекарем у герцогській бібліотеці міста, де пропрацював до самої смерті, та отримав титул головного бібліотекаря в Готі.
Перші свої праці присвятив історичній географії; 1815 року випустив дослідження про географію Гомера, 1816 року — з географії греків і римлян і ряд історико-географічних описів та оповідань.
З 1828 року Укерт разом із Арнольдом Германом Людвігом Геереном писав твори з історії окремих європейських держав («Geschichte der Europäicshen Staaten»), багато сприяв поширенню історичного інтересу і в Німеччині, і в Європі. Цю справу продовжував потім Гізербехт. Видання так і не було закінчено; останні томи були присвячені історії Бельгії та Фінляндії.
З 1835 року Укерт разом із Хрістіаном Фрідріхом Вільгельмом Якобсеном видавав «Merkwürdigkeiten d. herzgl. Bibliothek zu Gotha».
Фрідріх Август Укерт помер 18 травня 1851 року в місті Готі.
1935 року на честь науковця назвали невеликий ударний кратер у центральній частині видимої сторони Місяця.